# Dan Kamsa
Dan Kamsa (auch: Dankamsa) ist ein Dorf in der Stadtgemeinde Tanout in Niger.

## Geographie
Das von einem traditionellen Ortsvorsteher (chef traditionnel) geleitete Dorf liegt in der Landschaft Damergou, etwa 28 Kilometer südwestlich des Stadtzentrums von Tanout, der Hauptstadt des gleichnamigen Departements Tanout in der Region Zinder. Zu den größeren Dörfern in der Umgebung von Dan Kamsa zählen das rund 11 Kilometer entfernte Guidjigaoua im Westen, das ebenfalls rund 11 Kilometer entfernte Sabon Kafi im Südwesten und das rund 12 Kilometer entfernte Koulan Karki im Südosten.
Dan Kamsa ist Teil der Übergangszone zwischen Sahara und Sahel. Die durchschnittliche jährliche Niederschlagsmenge beträgt hier zwischen 200 und 300 mm.

## Geschichte
Der Ortsname kommt aus der Sprache Hausa und bezieht sich, unter Verwendung des eine Vaterschaft bezeichnenden Präfixes Dan, auf den Gründer des Dorfs namens Kamsa. Der deutsche Afrikaforscher Heinrich Barth, der 1851 den Damergou bereiste, erwähnte „Dankámssa (eigentlich Dan-Kámssa), den Wohnsitz eines einflussreichen Mannes namens U’mma“, als eine der neben Farara, Koulan Karki, Olléléwa und Taghelel politisch bedeutendsten Siedlungen im Damergou.

## Bevölkerung
Bei der Volkszählung 2012 hatte Dan Kamsa 692 Einwohner, die in 111 Haushalten lebten. Bei der Volkszählung 2001 betrug die Einwohnerzahl 393 in 77 Haushalten und bei der Volkszählung 1988 belief sich die Einwohnerzahl auf 900 in 192 Haushalten.
Die Bevölkerungsdichte in diesem Gebiet ist mit 10 bis 20 Einwohnern je Quadratkilometer relativ gering.

## Wirtschaft und Infrastruktur
Die Siedlung liegt in einem Gebiet des Übergangs zwischen der Naturweidewirtschaft des Nordens und des Ackerbaus des Süden, was zu Landnutzungskonflikten führt. Zu Zwecken der Wasserversorgung von Dan Kamsa und umliegender Dörfer wurden um das Jahr 2012 im Ort ein 700 Meter tiefes Bohrloch und ein Wasserspeicher fertiggestellt. Es gibt eine Schule im Dorf.